# SHISHAMO 8
『SHISHAMO 8』（シシャモ はち）は、SHISHAMOの8枚目のオリジナル・アルバム。2024年4月10日にGOOD CREATORS RECORDS / UNIVERSAL SIGMAから発売された。

## 概要
- 前作『SHISHAMO 7』から約3年ぶりのリリースで、史上最長の期間を経たオリジナル・アルバムとなった。その間にはコンセプト・アルバム『恋を知っているすべてのあなたへ』と、アコースティック・アルバム『10th Anniversary Acoustic Album「ACOUSTIC SHISHAMO」』が発売されている。
- 通常盤と初回限定盤の2形態で発売された。初回限定盤はCDにDVDが付属され、それらを収納できる三方背ケース付き仕様となっている。DVDには2023年9月10日からU-NEXTにて独占配信された初のドキュメンタリー映像「SHISHAMOの、裏側」に、新録映像を追加した「SHISHAMOの、裏側 完全版」が収録されている[6]。
- 購入者特典として、Amazonではメガジャケが、対象店舗ではオリジナルB2ポスターが付けられた[7]。
- 本作の発売日同日には、2023年11月11日にぴあアリーナMMで開催されたワンマンライブの模様を収録したBlu-ray Disc『SHISHAMO 10th Anniversary Final Live「FINALE!!! -10YEARS THANK YOU-」』もリリースになった[8]。
- 本作を引っ提げ、SHISHAMO ワンマンツアー2024初夏「退屈なハッピーエンドに迷い込んだのは君のせいだ」が2024年6月2日から7月13日まで行われた[9]。

## 収録内容
通常盤
| 全作詞・作曲: 宮崎朝子、全編曲: SHISHAMO。 |                      |          |            |      |
| #                                          | タイトル             | 作詞     | 作曲・編曲 | 時間 |
| 1.                                         | 「最高速度」         | 宮崎朝子 | 宮崎朝子   | 3:49 |
| 2.                                         | 「夏恋注意報」       | 宮崎朝子 | 宮崎朝子   | 4:49 |
| 3.                                         | 「私のままで」       | 宮崎朝子 | 宮崎朝子   | 4:17 |
| 4.                                         | 「会えないのに」     | 宮崎朝子 | 宮崎朝子   | 5:06 |
| 5.                                         | 「犬ころ」           | 宮崎朝子 | 宮崎朝子   | 3:57 |
| 6.                                         | 「ハリボテ」         | 宮崎朝子 | 宮崎朝子   | 4:58 |
| 7.                                         | 「わたしの宇宙」     | 宮崎朝子 | 宮崎朝子   | 5:01 |
| 8.                                         | 「きらきら」         | 宮崎朝子 | 宮崎朝子   | 4:32 |
| 9.                                         | 「なんとなく。」     | 宮崎朝子 | 宮崎朝子   | 4:40 |
| 10.                                        | 「春に迷い込んで」   | 宮崎朝子 | 宮崎朝子   | 5:10 |
| 11.                                        | 「溺れてく」         | 宮崎朝子 | 宮崎朝子   | 5:06 |
| 12.                                        | 「ハッピーエンド」   | 宮崎朝子 | 宮崎朝子   | 5:27 |
| 13.                                        | 「恋じゃなかったら」 | 宮崎朝子 | 宮崎朝子   | 4:43 |
| 合計時間:                                  | 合計時間:            | 61:38    |            |      |

初回限定盤
| #  | タイトル                    | 作詞 | 作曲・編曲 |
| -- | --------------------------- | ---- | ---------- |
| 1. | 「SHISHAMOの、裏側 完全版」 |      |            |

- 三方背ケース付き仕様

## 楽曲解説
1. 最高速度
  - 15th配信限定シングル。
  - ボートレース2024年新CMシリーズ『ボートレース だれもが躍動するスポーツ』のTVCMソング[10]。
2. 夏恋注意報
  - 12th配信限定シングル。
  - JTB「ココロオドル夏旅」キャンペーン CMソング[11]。
3. 私のままで
  - 14th配信限定シングル。
  - マッチングアプリ『with』のCMソング[12]。
  - ABEMAとマッチングアプリ『with』が共同制作した恋愛番組『MONOTONE LOVE -価値観重視の恋-』の主題歌[13]。
4. 会えないのに
  - いつかアルバムに入れたいと温めていた曲で、宮崎曰く“これぞSHISHAMO”という恋愛の痛みが描かれている[14][15]。
  - 曲順については最初の3曲の既発曲で挨拶をするようなイメージで、その後のこの「会えないのに」を早めに入れたかったと話している[15]。
5. 犬ころ
  - 「平凡な日常の中にこそ、本当に大切なものがある、そういうものを大事にしてほしい」という思いから制作した曲[14]。
  - ユーシーカードWEB CM「ちょっと素敵な帰り道」篇のCMソングに起用された[16]。
  - アコースティックバージョンが2023年11月1日に配信リリースされ、同年11月8日発売の『10th Anniversary Acoustic Album「ACOUSTIC SHISHAMO」』に収録された[16]。本作のバンドバージョンは『SHISHAMO 7』（2021年）の頃にはレコーディングを済ませていたが、それを追い抜いてアコースティックバージョンが先に発表されるという珍しいリリースの仕方になった[17]。
6. ハリボテ
  - 宮崎が初めてSF風の歌詞を書いた曲。現実とは違う“ハリボテの世界”が描かれている。「全部が2人のための世界」というテーマで制作が始まり、書きながら物語が広がっていったという[15][17]。
  - 音に関しては、上モノの楽器を入れずに3ピースのバンドサウンドで歌詞の世界を表現している[15]。
7. わたしの宇宙
  - 13th配信限定シングル。
  - テレビ東京系 木ドラ24『姪のメイ』のオープニングテーマ曲[18]。
  - 花王「リーゼ」『ティントカラージェル』 のCMソング[19]、「リーゼ カラー」ブランドCMソング[20]。
8. きらきら
  - 11th配信限定シングル。
  - 京セラ発オリジナルアニメ第2弾『私のハッシュタグが映えなくて。』の主題歌[21]。
9. なんとなく。
  - 10th配信限定シングル。
10. 春に迷い込んで
  - 8th配信限定シングル。
11. 溺れてく
  - アルバム制作の終盤にバランスを整えるために書いた曲。ストーリーではなく、気持ちをメインに描いた曲が欲しいという動機で作られた[14][17]。
12. ハッピーエンド
  - 9th配信限定シングル。
13. 恋じゃなかったら
  - アルバム曲を意識して作られたが、完成が近づくにつれて存在感が強くなっていった曲。終盤には、アレンジの最中にアイデアが浮かんだという3人で歌うパートが登場する[14][15]。
  - 希望のある曲で終わりたいという気持ちからラストナンバーに選び、アルバムをもう一度最初から聞きたくなるようにしたと話している[14][15]。

## 参加ミュージシャン

### SHISHAMO
- 宮崎朝子：Guitar, Vocal
- 松岡彩：Bass
- 吉川美冴貴：Drums

### 外部ミュージシャン
- 美央ストリングス：Strings (#-10)